# Piper fuscispicum
Piper fuscispicum är en pepparväxtart som beskrevs av William Trelease. Piper fuscispicum ingår i släktet Piper och familjen pepparväxter. Inga underarter finns listade i Catalogue of Life.